# Comté de Grand Kru
Pour les articles homonymes, voir Kru.
Le comté de Grand Kru est l’un des 15 comtés du Liberia. La capitale du comté est située à Barclayville.

## Historique
Ce comté est créé entre 1984 et 1985 à partir du jumelage du territoire de Sasstown et du territoire de Kru Coast, issus respectivement du comté de Sinoe et celui de Maryland. 

## Districts
Le comté est divisé entre 4 districts :
- District de Buah
- District de Lower Kru Coast
- District de Sasstown
- District de Upper Kru Coast